# 9126 Samcoulson
9126 Samcoulson eller 1998 FR64 är en asteroid i huvudbältet som upptäcktes den 20 mars 1998 av LINEAR i Socorro County, New Mexico. Den är uppkallad efter Samuel H. Coulson.
Asteroiden har en diameter på ungefär 3 kilometer.